# Classic Haribo 2002
La Classic Haribo 2002, nona edizione della corsa, si disputò il 24 marzo 2002 su un percorso di 203 km tra Uzès e Marsiglia. Fu vinta dall'estone Jaan Kirsipuu, che terminò in 4h33'46". La gara era classificata di categoria 1.3 nel calendario dell'UCI.

## Ordine d'arrivo (Top 10)
| Pos. | Corridore        | Squadra        | Tempo    |
| ---- | ---------------- | -------------- | -------- |
| 1    | Jaan Kirsipuu    | AG2R Prév.     | 4h33'46" |
| 2    | George Hincapie  | US Postal Ser. | s.t.     |
| 3    | Enrico Cassani   | Domo           | s.t.     |
| 4    | Ludo Dierckxsens | Lampre-Daikin  | s.t.     |
| 5    | Johan Museeuw    | Domo           | s.t.     |
| 6    | Tom Boonen       | US Postal Ser. | a 5'49"  |
| 7    | Davide Bramati   | Mapei          | a 5'53"  |
| 8    | Jimmy Casper     | F. des Jeux    | s.t.     |
| 9    | Nicolas Jalabert | CSC-Tiscali    | s.t.     |
| 10   | Laurent Brochard | Jean Delatour  | s.t.     |